# Bloemkroon
De bloemkroon (corolla) (of kortweg: kroon) van een bloem van bedektzadigen is het geheel van kroonbladeren, die zich bevinden boven de kelk en de bloemdek en onder de meeldraden en stampers (voor zover aanwezig). De bloemkroon bevindt zich vrijwel bovenaan een bloemstengel. Na de bloei kan de kroon afvallen, eventueel zelfs voordat de bloem geheel geopend is, of de bloemkroon kan na de bloei aan de vrucht blijven.

## Functie
De primaire functie van bloemen is het voortbrengen van stuifmeel, en van vruchten en zaad. De vorming van zaden vindt plaats na zelfbestuiving, kruisbestuiving of apomixis. Kruisbestuiving is van relatief groot belang voor de gezondheid van de populaties. 
De evolutie van de bloem ging dan ook gelijk op met die van de bestuivers; dit verschijnsel heet co-evolutie. De bestuiving door insecten ging dan ook gepaard met gesloten vruchtbeginsels en de zintuiglijk waarneembaarheid van de bloemkelk en bloemkroon door vorm, kleur en geur.
Er is een grote variatie in specifieke functie van de bloemkroon binnen de bedektzadigen. In het algemeen speelt de bloemkroon een rol bij het beschermen van sommige delen van de plant en bij het afweren of lokken van bestuivers. Met beloningen kunnen planten bestuivers aantrekken en een samenwerking vormen waarin de bestuiver deze plant zal beschermen en bestuiven in ruil voor de beloningen, zoals nectar en stuifmeel. Sommige bloemen kunnen ook geuren nabootsen van materialen zoals rottend vlees bij bijvoorbeeld de gevlekte aronskelk. Op deze manier lokken ze insecten aan die op aas afkomen.
Verscheidene kleurkenmerken van de verschillende bloembladeren worden gebruikt om bestuivers te lokken. Sommige bloemen kunnen de kleur van hun bloembladeren veranderen als een signaal voor de bestuivers om te naderen of om weg te blijven. Vaak weerkaatsen honingmerken UV-licht, waardoor ze goed te zien zijn door bepaalde insecten. Veel door insecten bestoven bloemen hebben een honingmerk, waarmee ze de plaats aangeven waar het bloembezoekende insect de nectar of de pollen kan vinden.
De vorm en grootte van de bloem en bloembladeren zijn belangrijk voor bestuivers bij het kiezen van de bloemen. Grote bloemen en bloembladeren zullen grotere bestuivers aantrekken of vanaf een grote afstand. Gezamenlijk spelen de geur, kleur en vorm van de bloemen een grote rol in het lokken of afweren van bepaalde bestuivers en in het voorzien van geschikte omstandigheden voor de bestuiving. Bestuivers zijn onder andere insecten, vogels, vleermuizen en ook de wind of het water.

## Bouw
De bloemkroon en kelk (de onder de kroon gelegen krans van meestal groene blaadjes) vormen samen het bloembekleedsel. Als de kroon- en kelkbladeren moeilijk te onderscheiden zijn, worden ze dan collectief bloemdek (perigonium) genoemd, die bestaat uit bloemdekbladen (tepalen).
Hoewel de kroon dikwijls het meest opvallende deel van door insecten (zoals bijen en hommels, zweefvliegen of kevers) bezochte bloemen zijn, hebben door de wind bestoven bloemen (bv. grassen) zeer kleine kroon, of ontbreekt zelfs. Bloemen die geen kroon hebben zijn apetaal.
De in de bloemknoppen gelegen jonge kroonbladen (en ook de kelkbladen) hebben een karakteristieke ligging: deknopligging. De knopligging is 'open' als de bloemdelen elkaar niet raken, 'klepsgewijs' als de randen van de bloemdelen elkaar raken; als ze daarbij naar binnen gevouwen zijn is de knopligging 'klepsgewijs ingevouwen' en als ze naar buiten zijn gevouwen 'klepsgewijs naar buiten gevouwen'. Bij de verschillende vormen van 'dakpansgewijze' knopligging bedekken de verschillende kroonbladen elkaar.
Op grond van de samenhang van de kroonbladeren onderscheidt men een losbladige of choripetale kroon en een vergroeidbladige of sympetale kroon. Ook kunnen de kroonbladen geheel of gedeeltelijk vergroeid zijn en zo een kroonbuis of bijkroon (corona, paracorolla) vormen. De kroon kan voorzien zijn van een honingmerk, waardoor bestuivende insecten worden aangelokt.
Wat betreft de symmetrie van de bloem en van de bloemdelen kunnen er verschillende vormen worden onderscheiden: actinomorfe (symbolen: *, ×), zygomorfe (symbolen: ↓, Z, †), asymmetrische (symbolen: %, $) en spiraalsgewijs (symbool: ) ingeplante kroonbladen. Kelk- en kroonbladen kunnen, als ze gelijktallige kransen vormen, elkaar afwisselen (alterneren) of voor elkaar staan (superpositio).

Verschillende bloemkroon-vormen
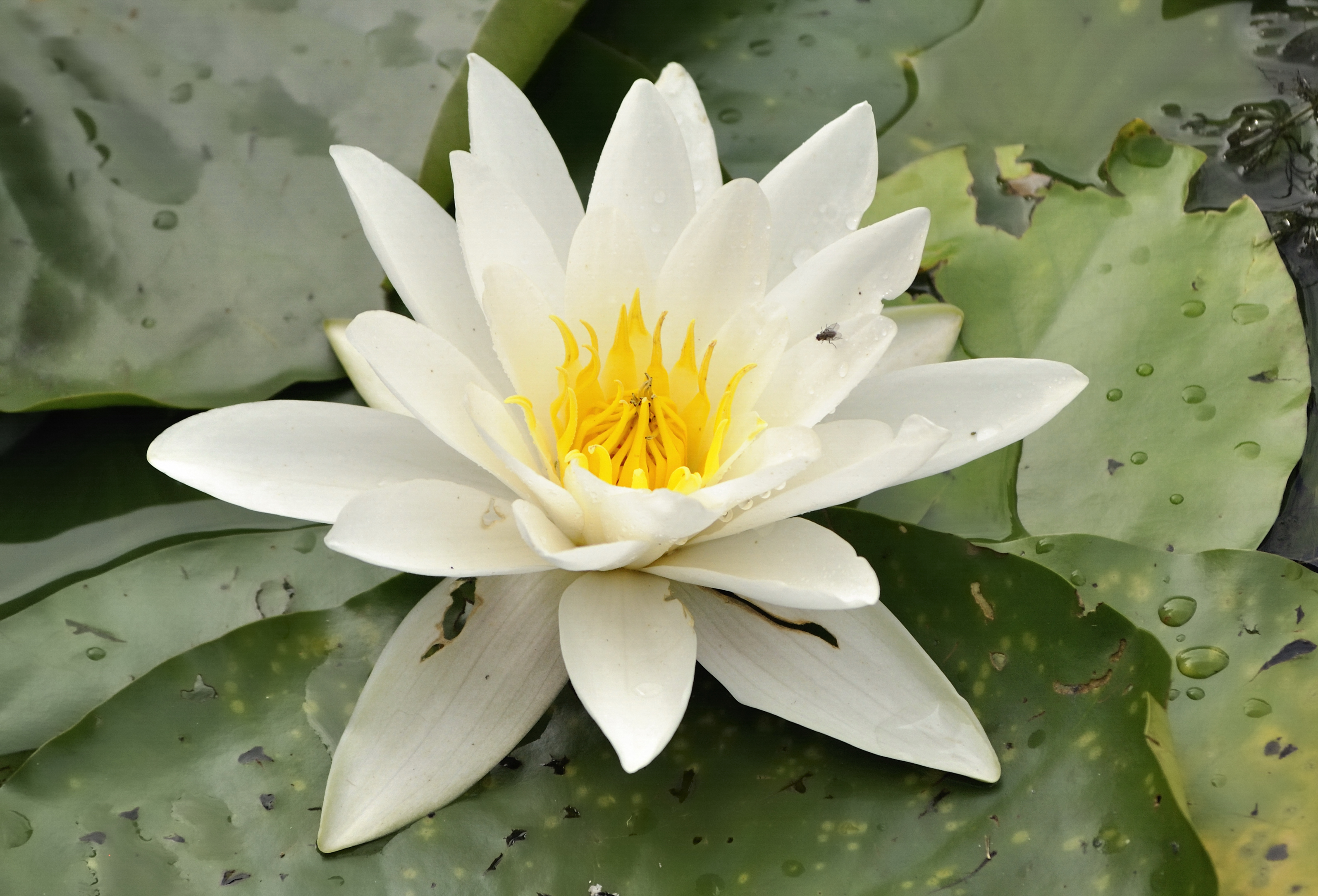
Nymphaea alba, witte waterlelie
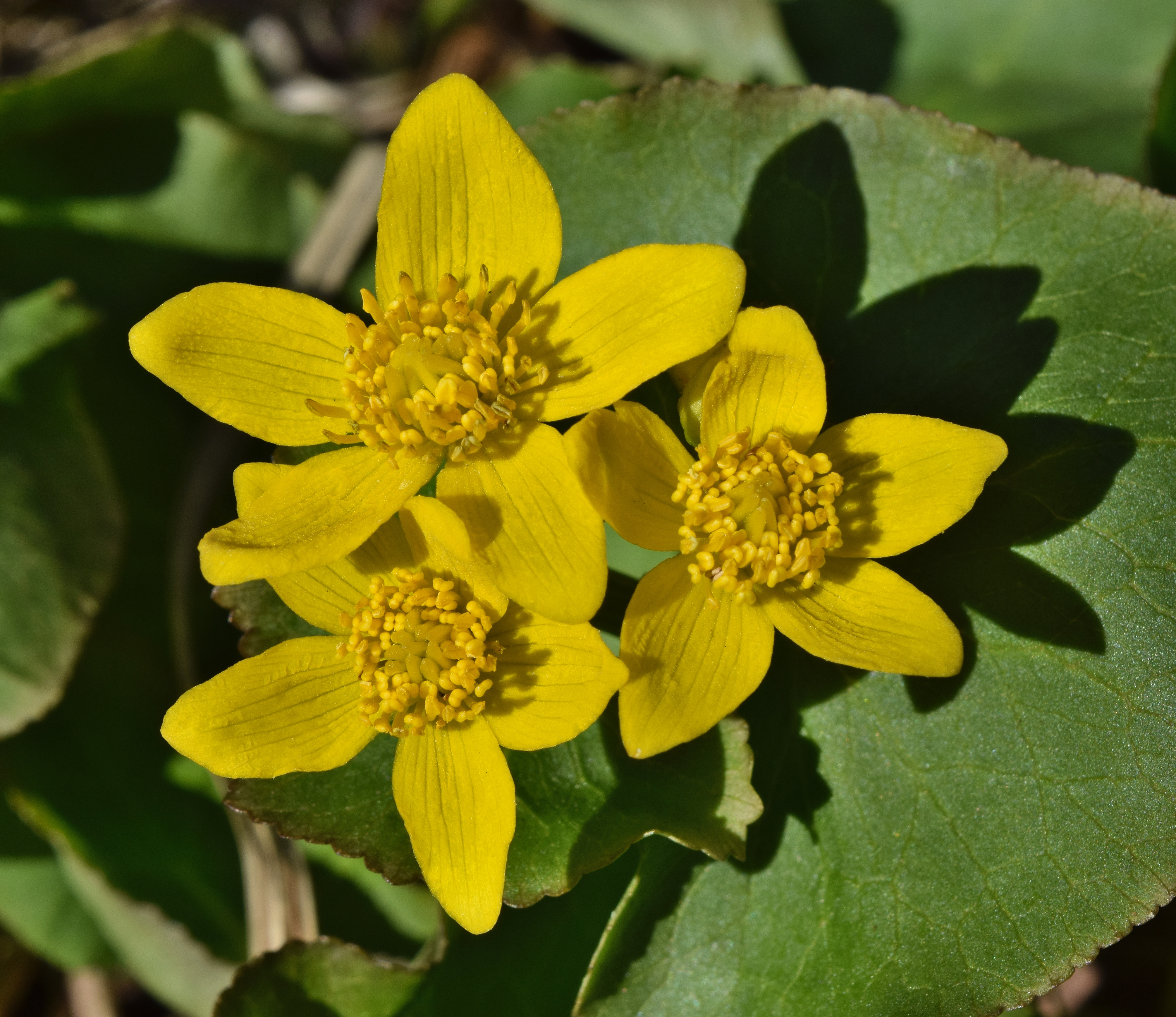
Caltha palustris, gewone dotterbloem
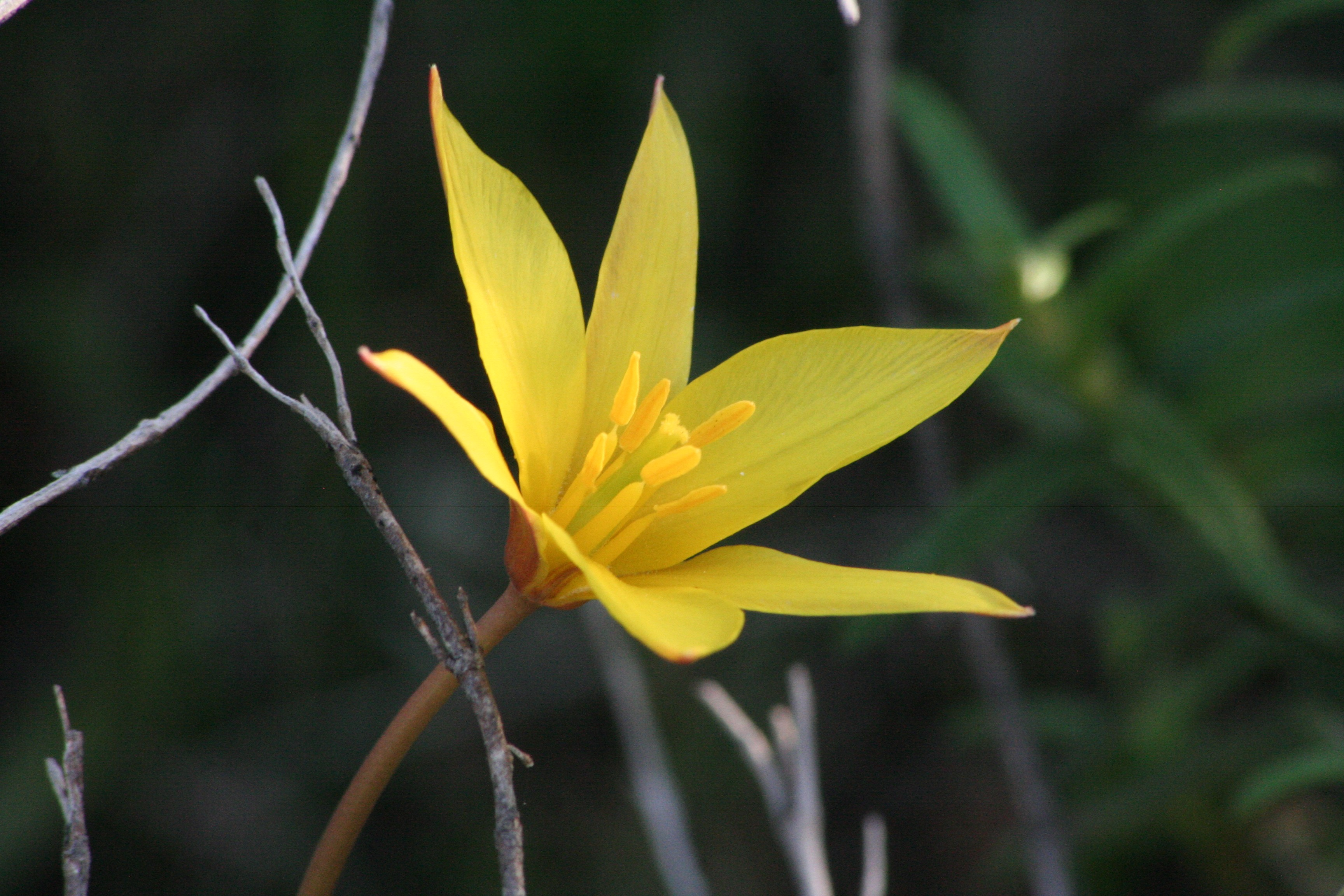
Tulipa sylvestris, bostulp

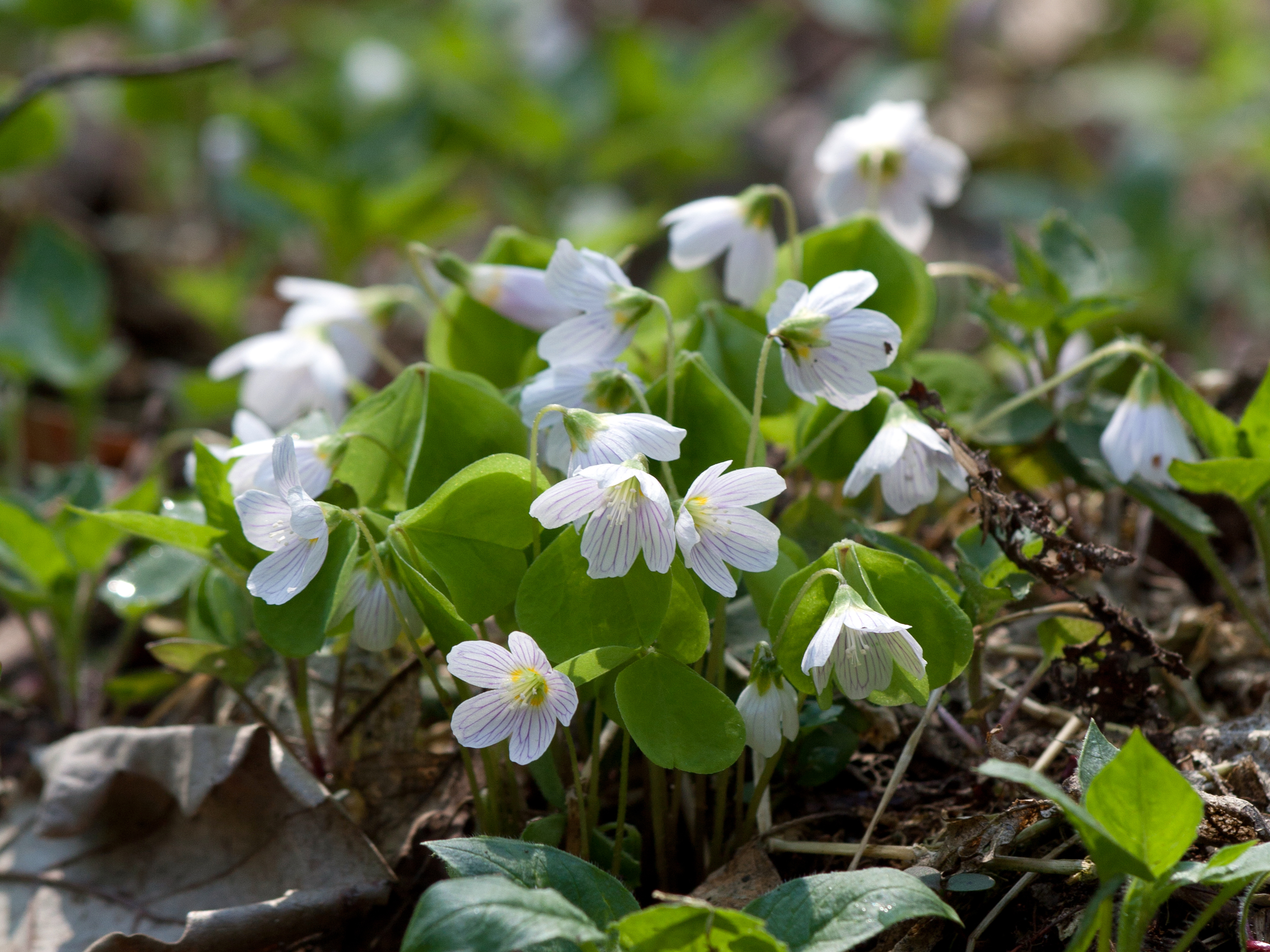
Oxalis acetosella, witte klaverzuring
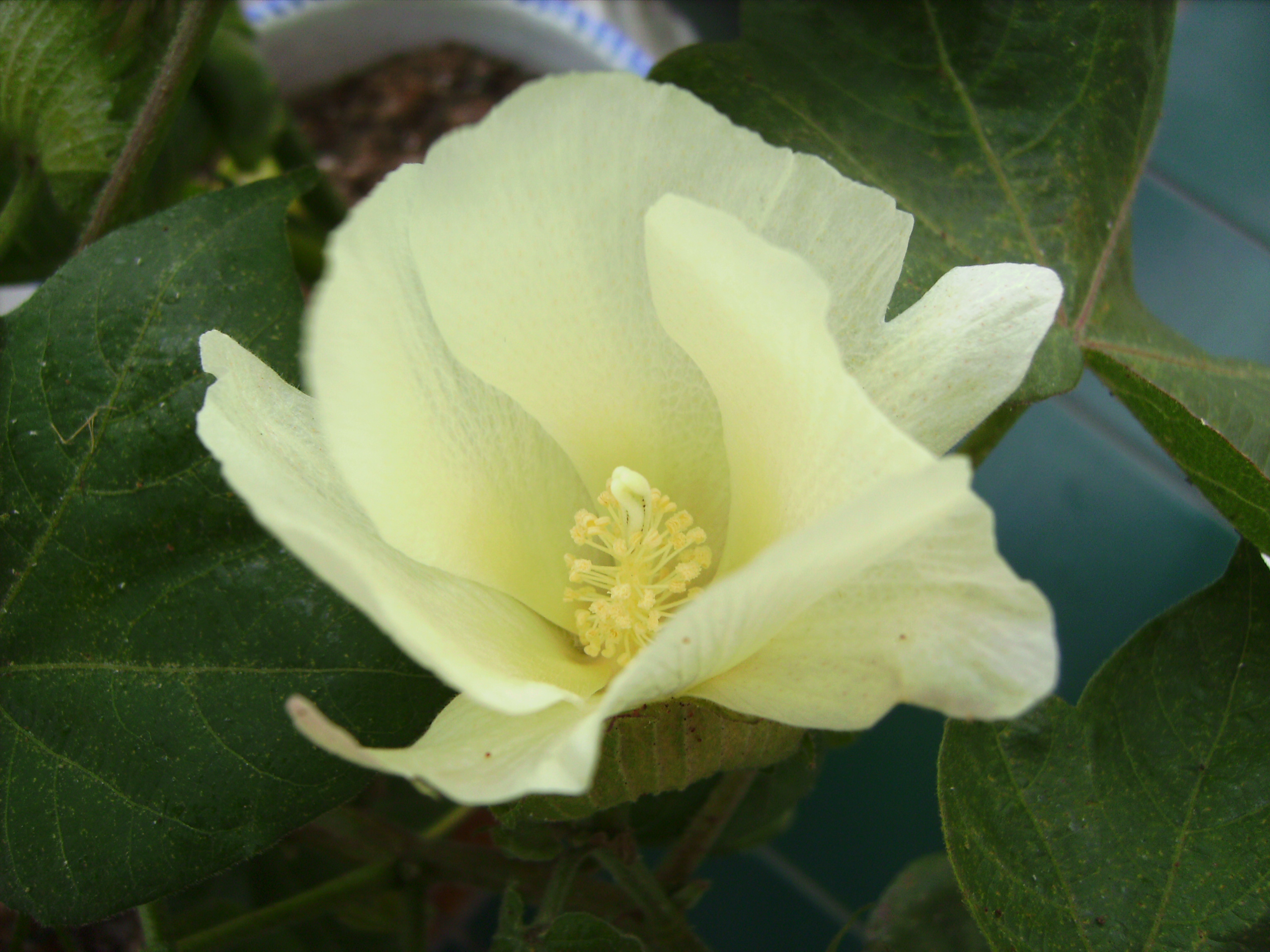
Gossypium hirsutum, katoenplant
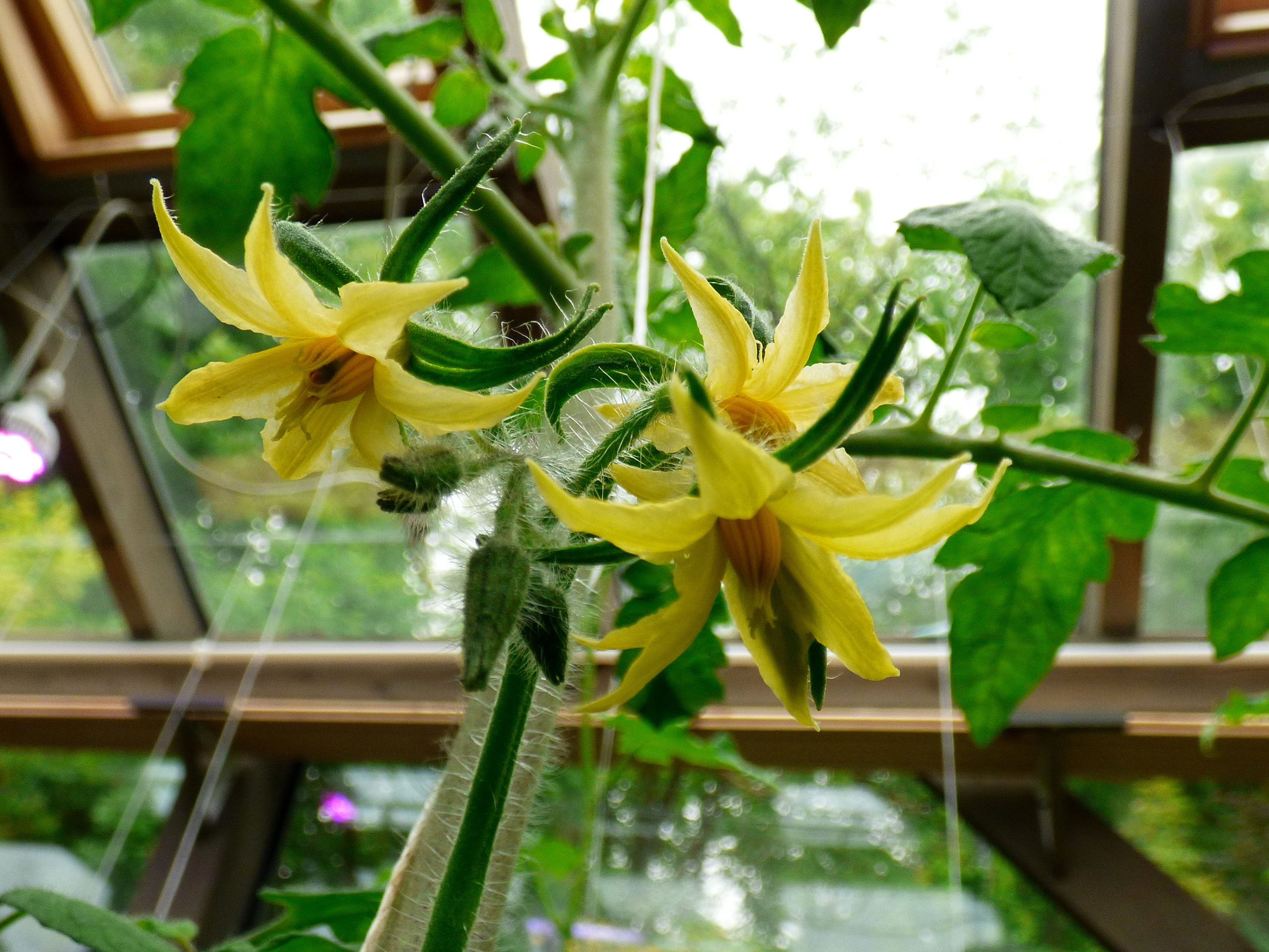
Solanum lycopersicum, tomaat

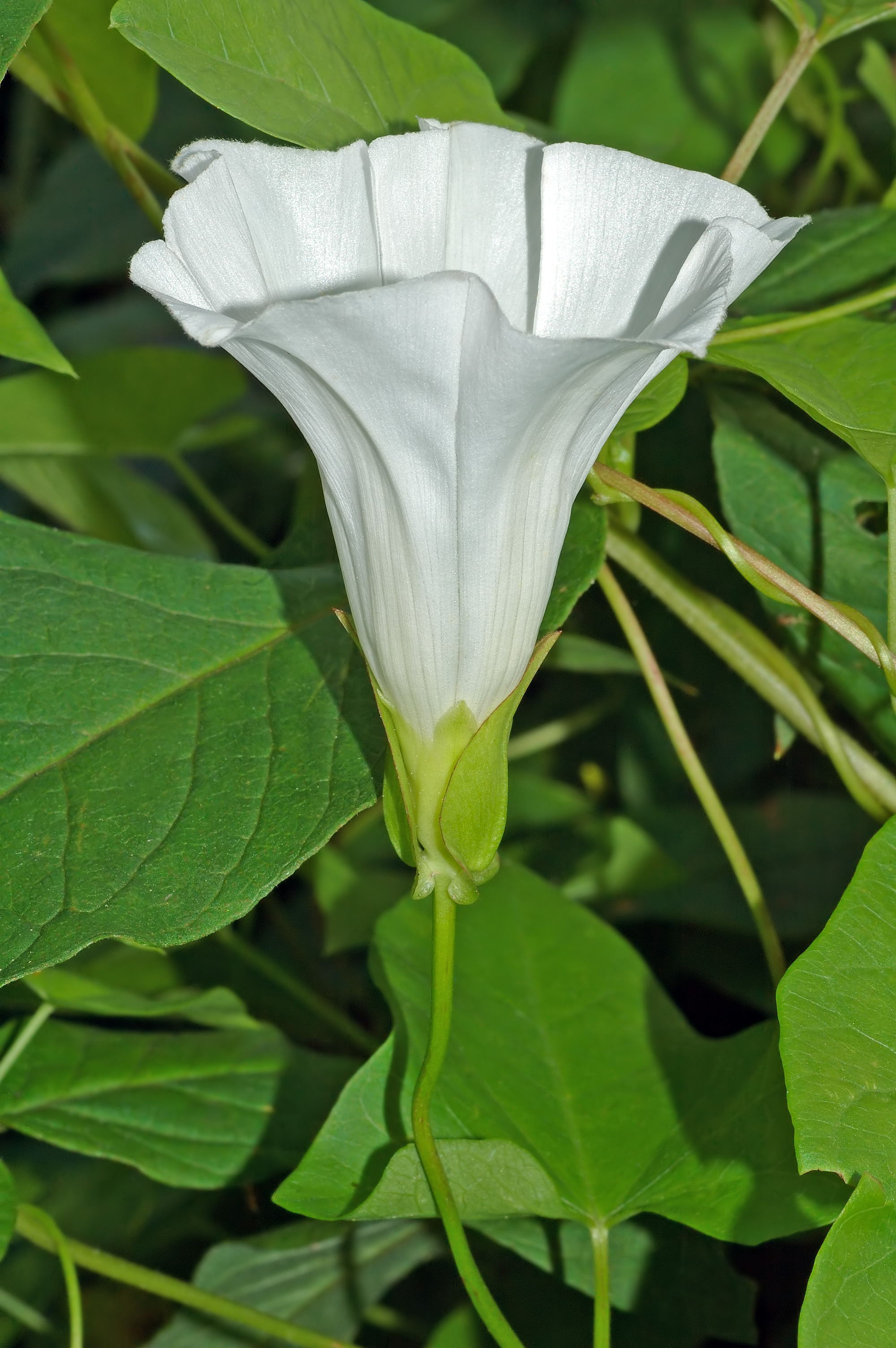
Calystegia sepium, haagwinde
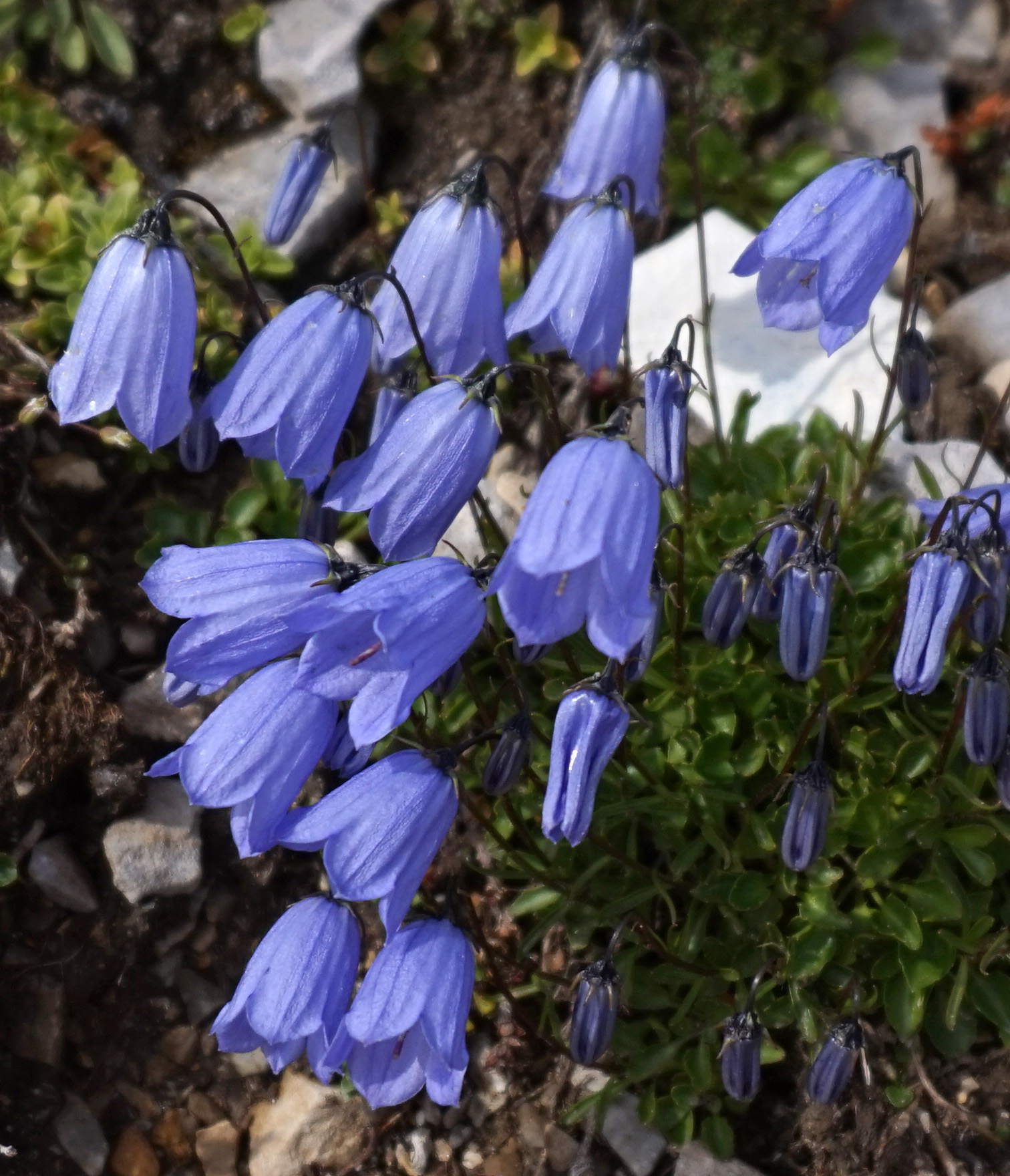
Campanula cochleariifolia
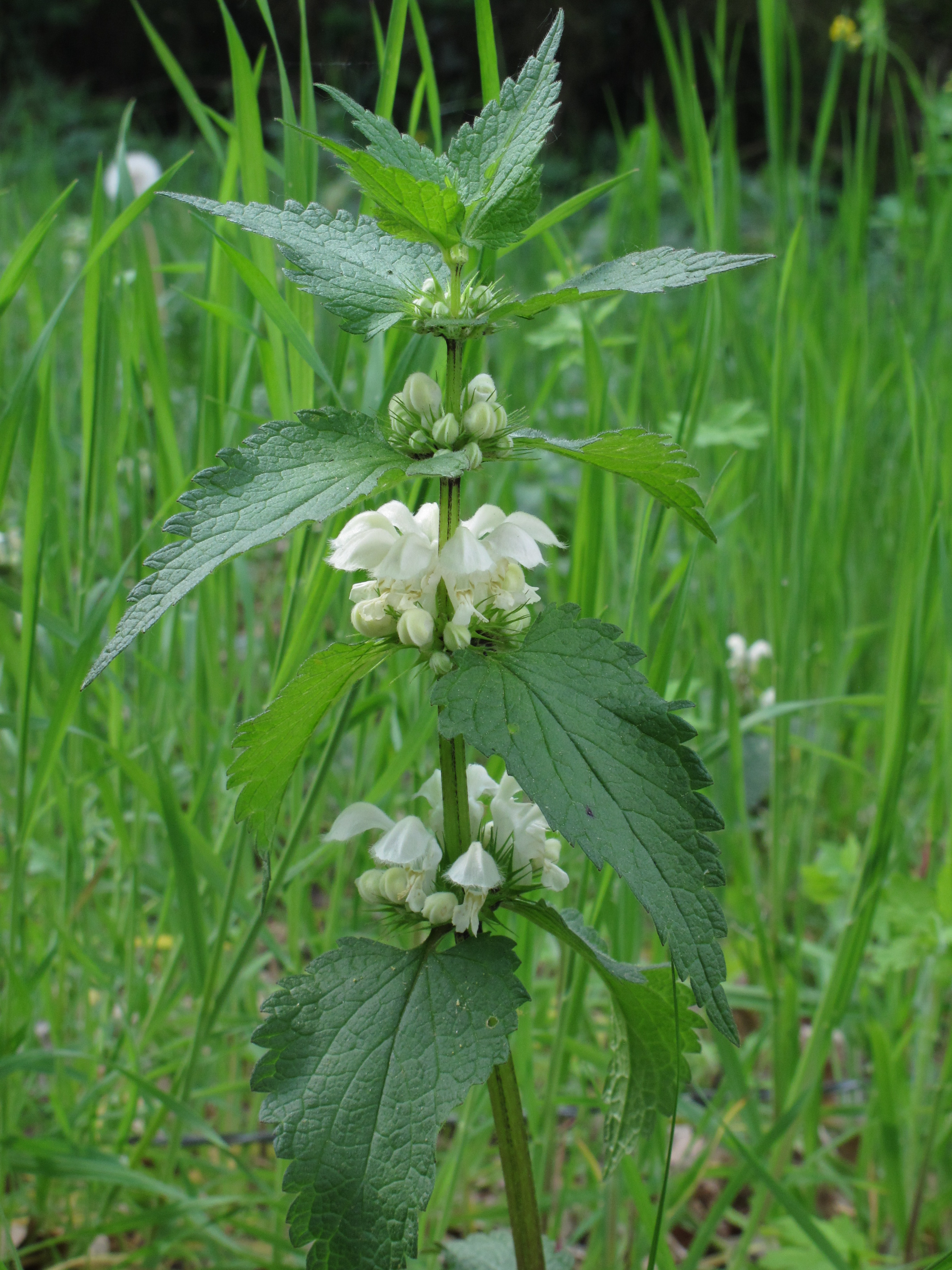
Lamium album, witte dovenetel
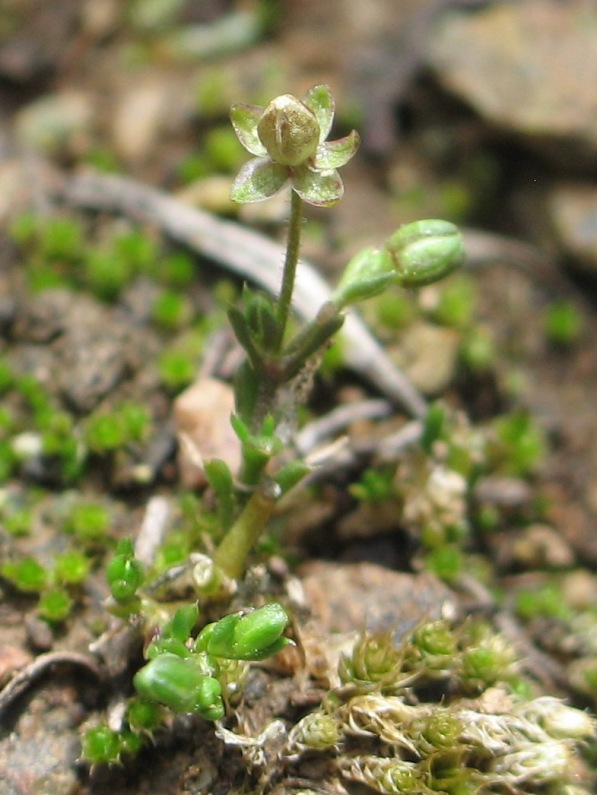
Sagina apetala, donkere vetmuur zonder bloemkroon, kelk duidelijk

De kroonbladeren (petalen) bestaan in de regel uit een 'nagel' als deze zich tenminste duidelijk onderscheidt van het volgende deel, een 'plaat' (het brede, platte bovenste gedeelte) en soms een 'spoor'. De kroonbladeren van een bloemkroon kunnen onderling zeer verschillend van vorm zijn, zoals bij de Lipbloemenfamilie of bij de orchideeënfamilie. Als de onderste delen van de kroonbladen met elkaar vergroeid zijn, is er sprake van een kroonbuis. Er is een grote variatie in vormen van de kroonbuis: cilindrisch (zonder duidelijke verbredingen), klokvormig (naar boven in een klokachtige vorm verbreed, bv. Campanula spp.), trechtervormig (zich naar boven gelijkmatig verbredend, bv. Convolvulus spp.), urnvormig (bv. Vaccinium myrtillus, wielvormig (met zeer korte kroonbuis, bv. Veronica spp., Anagallis spp.), lintvormig (bv. Taraxacum), buikig (slechts aan een zijde vebrede buis, bv. Digitalis spp., gespoord (met een min of meer lang, hol aanhangsel).

Variatie in bloemkroon-vormen
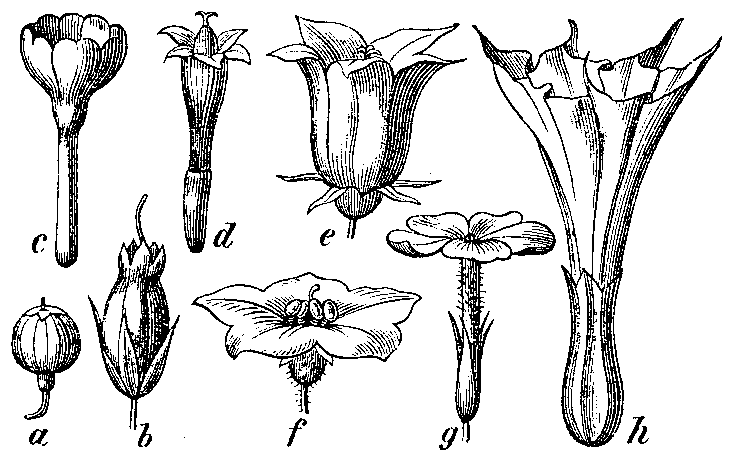
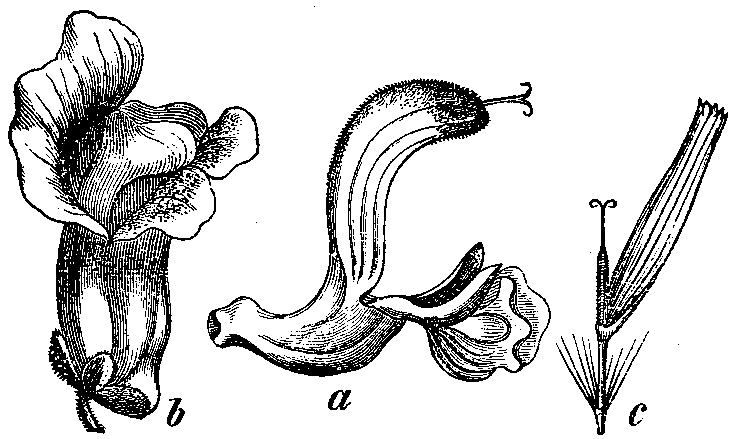
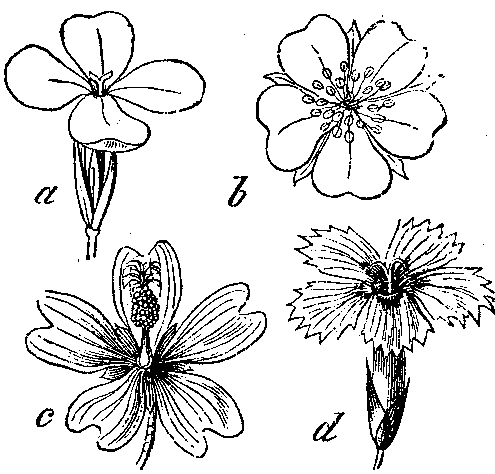

Een pelorische topbloem is een actinomorfe topbloem in plaats van de voor de betreffende soort normale zygomorfe bloemen. Een dergelijk bloem kan als uitzondering voorkomen bij vingerhoedskruid (Digitalis purpurea).
Bij planten met bestuiving door de wind (anemogamie) is de kroon afwezig of sterk gereduceerd. Dit komt voor bij grassen, cypergrassen, coniferen, populieren, hazelaars, elzen, berken en eiken. 
Grassen hebben gereduceerde bloemen met slechts twee kroonkafjes (lemma en het meestal vliezige palea). Bij zeggesoorten (Carex spp.) bestaan de eenslachtige bloemen uit alleen meeldraden of een stamper, er is geen kelk of bloemkroon.
Orchideeën hebben gespecialiseerde bloemen, die vaak te beschouwen zijn als aanpassingen aan bepaalde bestuivers.
Bijzondere bloemkroonvormen zijn onder andere:
- vlinderbloem, zoals bij de vlinderbloemenfamilie
- lipbloem, zoals bij de lipbloemenfamilie
- lintbloem, zoals bij de composietenfamilie
- buisbloem, zoals bij de composietenfamilie

### Gevulde bloem
De bloemkroon is van nature 'enkel'. Bloemen van gekweekte vormen hebben vaak meer of minder 'gevulde' bloemen, er zijn dan meer dan twee kransen van bloembladen. De extra kroonbladeren zijn omvormingen van gewoonlijk enkele tot alle meeldraden. Deze gekweekte gevulde bloemen worden door veel mensen decoratief gevonden. Bij deze gekweekte gevulde bloen belet de gereduceerde bloembouw meestal dat bestuivende insecten zoals bijen en vlinders nog nectar of stuifmeel vinden.
Voorbeelden van planten met gevulde bloemen zijn rozen en pioenen.
- De gecultiveerde roos, als tuinplant en snijbloem, is ook een duidelijk voorbeeld van een gevuldbloemige bloem. Er zijn ook enkelbloemige cultivars van de roos, die wel in tuinen en plantsoenen worden aangeplant. De hondsroos (Rosa canina)  en de egelantier (Rosa rubiginosa) zijn als wilde soorten voorbeelden van enkelbloemige, veel aangeplante rozen.
- De pioenroos is een voorbeeld van bloemen waarbij bij gekweekte vormen extreem gevulde bloemen kunnen voorkomen.